# Txilindron
El txilindron és una preparació típica de l'Aragó, Navarra i algunes zones del País Basc. És una salsa a base d'hortalisses, normalment pebrots i ceba, i la mixta s'espessa amb farina. La salsa és prou líquida i l'hortalissa és tallada molt petita, com si fos una sopa. Sol acompanyar carns com el pollastre.
Aquesta salsa, igual que la piperrada, són salses a base d'hortalissa que provenen de la cuina més casolana i tradicional. Ambdues salses tenen una certa semblança amb la samfaina o el pisto però en tots dos casos els ingredients i les quantitats varien.